# Danderyds sjukhus (tunnelbanestation)
Danderyds sjukhus är en station i Stockholms tunnelbana, belägen i Danderyds kommun. Den trafikeras av T-bana 2 (röda linjen) och ligger mellan stationerna Bergshamra och Mörby centrum. Avståndet till station Slussen är 10,1 kilometer.
Stationen togs i bruk den 29 januari 1978 och ligger 7 meter under mark invid Danderyds sjukhus. Den har en plattform och två biljetthallar. Den norra biljetthallen har ingång från sjukhuset. I anslutning till den södra biljetthallen finns en stor bussterminal för bussar till olika delar av Roslagen. På gångavstånd från stationen, om än inte i omedelbar anslutning till densamma, ligger också Mörby station på Roslagsbanan.

## Konst
Den ursprungliga konstnärliga utsmyckningen på väggarna mitt emot plattformarna på stationen var enkla fält i himmelsblått och grått. Denna ersattes på 1990-talet av ny konst som sedermera också har försvunnit.
Den nuvarande konsten på stationen är utförd av tre olika konstnärer:
- Klara Källström: fotografiskt tryck på emaljsystem på spårväggarna, invigdes 2008.
- Hertha Hillfon: konst på väggar, golv och pelare på temat "läkeväxter och symboler i folktron" i gångtunnel till sjukhuset, invigdes 1978.
- Pierre Olofsson: "Livets träd", kompostion i puts och konststen på väggen i gångtunneln till bussterminalen, invigdes 1980. "Duo", skulptur i bussterminalens vänthall, invigdes 1992.

## Populärkultur
En avgörande scen i filmen Beck – Lockpojken från 1997 är inspelad på stationen.